# Tourismusregion Berchtesgadener Land

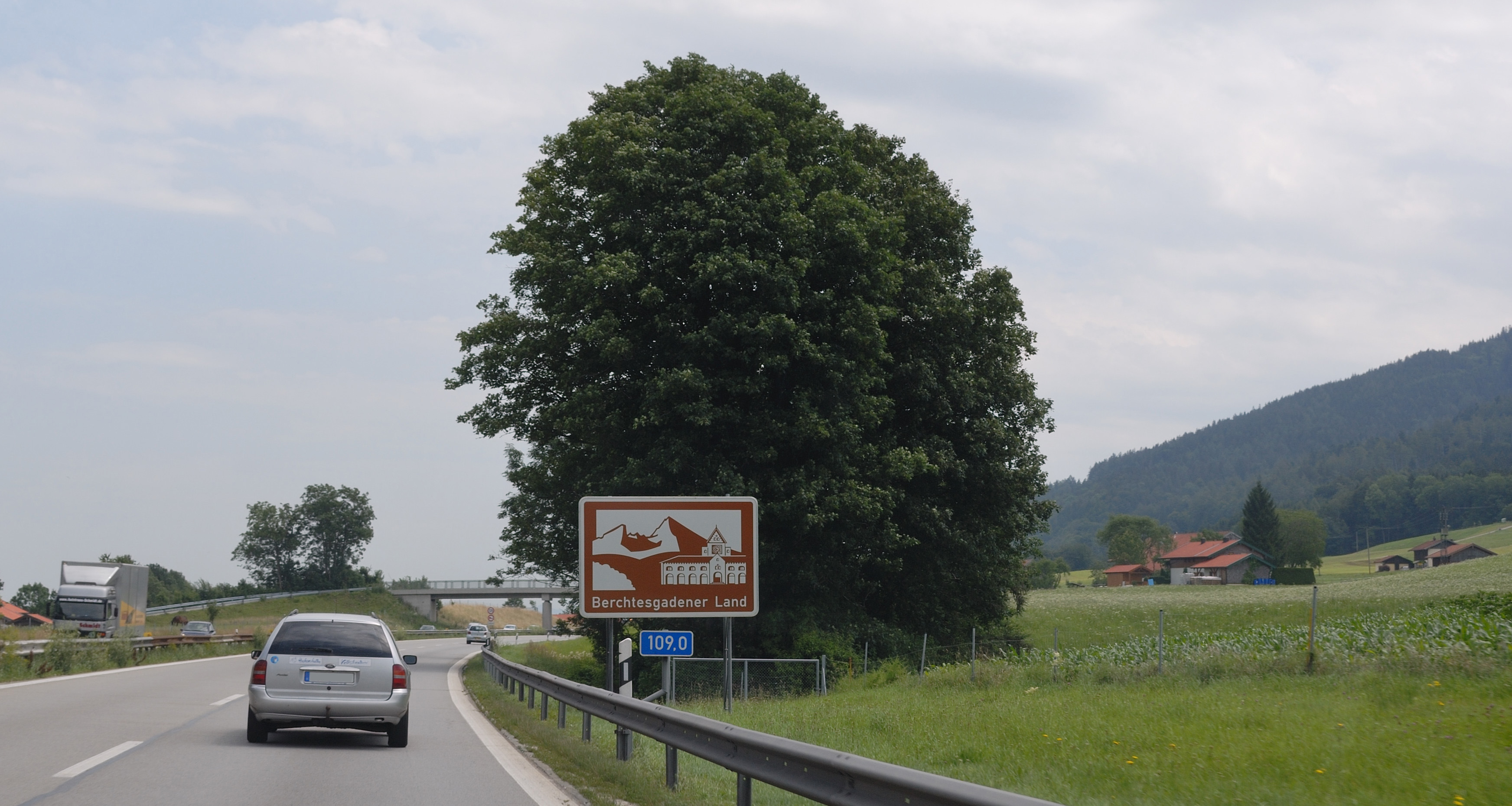
Touristische Unterrichtungstafel zum Landkreis Berchtesgadener Land an der Bundesautobahn 8

Mit Tourismusregion Berchtesgadener Land wird der Landkreis Berchtesgadener Land innerhalb Bayerns als Tourismusregion gekennzeichnet. Eine solche Kennzeichnung einzelner oder mehrerer Kommunen als Tourismusregion wird im Rahmen des Landesentwicklungsprogramms Bayern (LEP) seit 2006 vom Bayerischen Landesamt für Statistik auf der Karte „Tourismusregionen in Bayern“ vorgenommen.
Der 1972 im Zuge der Gebietsreform in Bayern gebildete Landkreis Bad Reichenhall wurde bereits 1973 zur Stärkung seiner „Ausstrahlungskraft“ nach der im Süden gelegenen, hochalpinen Landkreisteilregion Berchtesgadener Land mit den Gemeinden Berchtesgaden, Bischofswiesen, Marktschellenberg, Ramsau bei Berchtesgaden und Schönau am Königssee umbenannt, wovon auch die beiden anderen Regionen des Landkreises profitieren sollten: in der alpinen Mitte Bad Reichenhall mit den Gemeinden Bayerisch Gmain und Schneizlreuth sowie im voralpinen Norden die sieben Gemeinden Ainring, Anger, Freilassing, Laufen, Piding, Saaldorf-Surheim und Teisendorf im Südteil des Rupertiwinkels. Und besagte „Ausstrahlungskraft“ soll nun offenbar auch der Kennzeichnung des Landkreises als „Tourismusregion Berchtesgadener Land“ zugutekommen. (Siehe auch: Abschnitt Marketingoffensive für den Landkreis im Artikel Berchtesgadener Land)
Der Landkreis verzeichnete 2013 jährlich 3,5 Mio. Übernachtungen, über 700.000 Gäste und verfügte über 28.000 Betten – Zahlenangaben, die abgesehen von der Bettenanzahl, laut den Statistikangaben bis 2018 kontinuierlich anstiegen.

## Tourismusentwicklung in den drei Landkreisregionen

Die drei Regionen des Landkreises Berchtesgadener Land

### Berchtesgadener Land
Nach der Säkularisation der Fürstpropstei Berchtesgaden und damit verbunden die Angliederung des zuvor eigenständigen Berchtesgadener Landes an das Königreich Bayern ab 1810, bauten die bayerischen Könige der Wittelsbacher-Dynastie in Berchtesgaden ab 1818 das ehemalige Chorherrenstift zu einem königlichen Schloss aus. Es diente dann des Öfteren König Maximilian I. und dessen Nachfahren bis zum Prinzregenten Luitpold und seinem Sohn König Ludwig III. als Sommer- oder/und Jagdresidenz. Zudem begannen Werke bekannter Maler, wie z. B. das berühmte Watzmann-Gemälde (1824/25) von Caspar David Friedrich oder jene der Malerkolonie am Hintersee in Ramsau bei Berchtesgaden, zur Bekanntheit des Berchtesgadener Landes beizutragen. (Siehe auch : Berchtesgadener Land#Malerei)
Bereits Mitte des 19. Jahrhunderts eröffnete in Bischofswiesen als eine der ersten Pensionen das spätere Hotel Geiger (1866–1997), und 1878 nahm in Obersalzberg die Pension Moritz (später Platterhof bzw. Hotel General Walker) ihren Betrieb auf, die laut Albert A. Feiber „am Beginn des Tourismus in Deutschland und Mitteleuropa“ stand wie auch deren Betreiberin Mauritia Mayer für ihn „als Pionierin des modernen Tourismus“ galt.
Dank der Anbindung an das Eisenbahnnetz mit dem 1888 eröffneten Bahnhof Berchtesgaden (ab 1913 Hauptbahnhof Berchtesgaden) entwickelte sich der Tourismus mit rapide steigenden Gästezahlen. Wie zuvor schon Bildende Künstler verbrachten nun auch zahlreiche Industrielle und Schriftsteller ihre Sommerfrische in Berchtesgaden und den umliegenden Gemeinden. Stammgäste jener Zeit waren unter anderen Ludwig Ganghofer, der eine ganze Reihe seiner Romane in Berchtesgaden spielen ließ, sowie die norwegischen Schriftsteller Jonas Lie und Henrik Ibsen.
1871 wurde der Verschönerungs-Verein Berchtesgaden (ab 1922 Fremdenverkehrs-Verein Berchtesgaden) als erster Verein der Region zur Förderung des „Fremdenverkehrs“ gegründet. Auf Druck des NS-Regimes entstand 1933 nach jahrzehntelangem Konkurrenzkampf unter den fünf Gemeinden des Berchtesgadener Landes der Fremdenverkehrsverband Berchtesgadener Land. Nach Ende des Zweiten Weltkriegs wurden u. a. auch die Standorte von Einrichtungen des NS-Regimes, wie das Führersperrgebiet in Obersalzberg (wozu auch das von der amerikanischen Besatzungstruppe ab 1952 zum Besuch freigegebene Kehlsteinhaus gehörte) und die Reichskanzlei Dienststelle Berchtesgaden (auch: Kleine Reichskanzlei) im Bischofswiesener Ortsteil Stanggaß zu touristischen Anziehungspunkten. Im Zuge des Zweisäulenkonzepts für die 1996 an den Freistaat Bayern übertragenen ehemaligen NSDAP-Liegenschaften wurden in Obersalzberg 1999 die Dokumentation Obersalzberg und 2005 das Interconti Berchtesgaden Resort (heute Kempinski Hotel Berchtesgaden in der 5-Sterne-Superior-Klasse) errichtet bzw. eröffnet.
Der 1950 wiederbegründete Fremdenverkehrsverband Berchtesgadener Land (2005 umbenannt in „Zweckverband Tourismusregion Berchtesgaden-Königssee“, seit 2021 in „Zweckverband Bergerlebnis Berchtesgaden“) entwickelte zahlreiche Projekte, Einrichtungen und Unternehmen wie u. a. den Ausbau der Skiabfahrt am Jenner, so dass dort auch 1967 das weltweit erste alpine Skiweltcup-Rennen stattfinden konnte (die Snowboard-Weltmeisterschaften 1999 in Berchtesgaden waren die ersten in Deutschland), von 1959 bis 1963 die Errichtung der Rodelbahn bzw. Kunsteisbahn Königssee (ab 1968 erste Kunsteisbahn der Welt) und die Errichtung des 1997 eröffneten Kur- und Freizeitbades Watzmann Therme. Darüber hinaus ist der Zweckverband auch seit 1999 Betreiber der Dokumentation Obersalzberg.
Die 2005 als „Big Five“ bezeichneten touristischen Angebotsschwerpunkte in der Region Berchtesgadener Land sind in Berchtesgaden das Kehlsteinhaus, das Salzbergwerk und die Watzmann Therme (die jedoch inzwischen ihr Alleinstellungsmerkmal und die damit verbundene Anziehungskraft verloren hat und deshalb auch nur noch bis auf Weiteres im Bestand erhalten wird) sowie in Schönau am Königssee der Königssee und die Jennerbahn. Für den Wintertourismus sind im Berchtesgadener Land u. a. mehrere Skigebiete aufgeboten, das größte lag am Jenner in Schönau am Königssee – Ende der Skisaison 2024 wurde jedoch der Betrieb der alpinen Skipisten auf dem Jenner endgültig eingestellt, da deren weitere Pflege und Erhaltung (u. a. mit Kunstschnee) wegen des Klimawandel bedingt anhaltenden Schneemangels nicht mehr gewinnbringend war und zudem das Risiko von Umweltschäden erhöht hätte. Darüber hinaus sind alle fünf Gemeinden der Region Berchtesgadener Land (Berchtesgaden, Schönau am Königssee, Ramsau, Bischofswiesen und Marktschellenberg) als heilklimatische Kurorte anerkannt und bilden das einzige zusammenhängende heilklimatische Kurgebiet in Deutschland.

Die „Big Five“ der Region Berchtesgadener Land
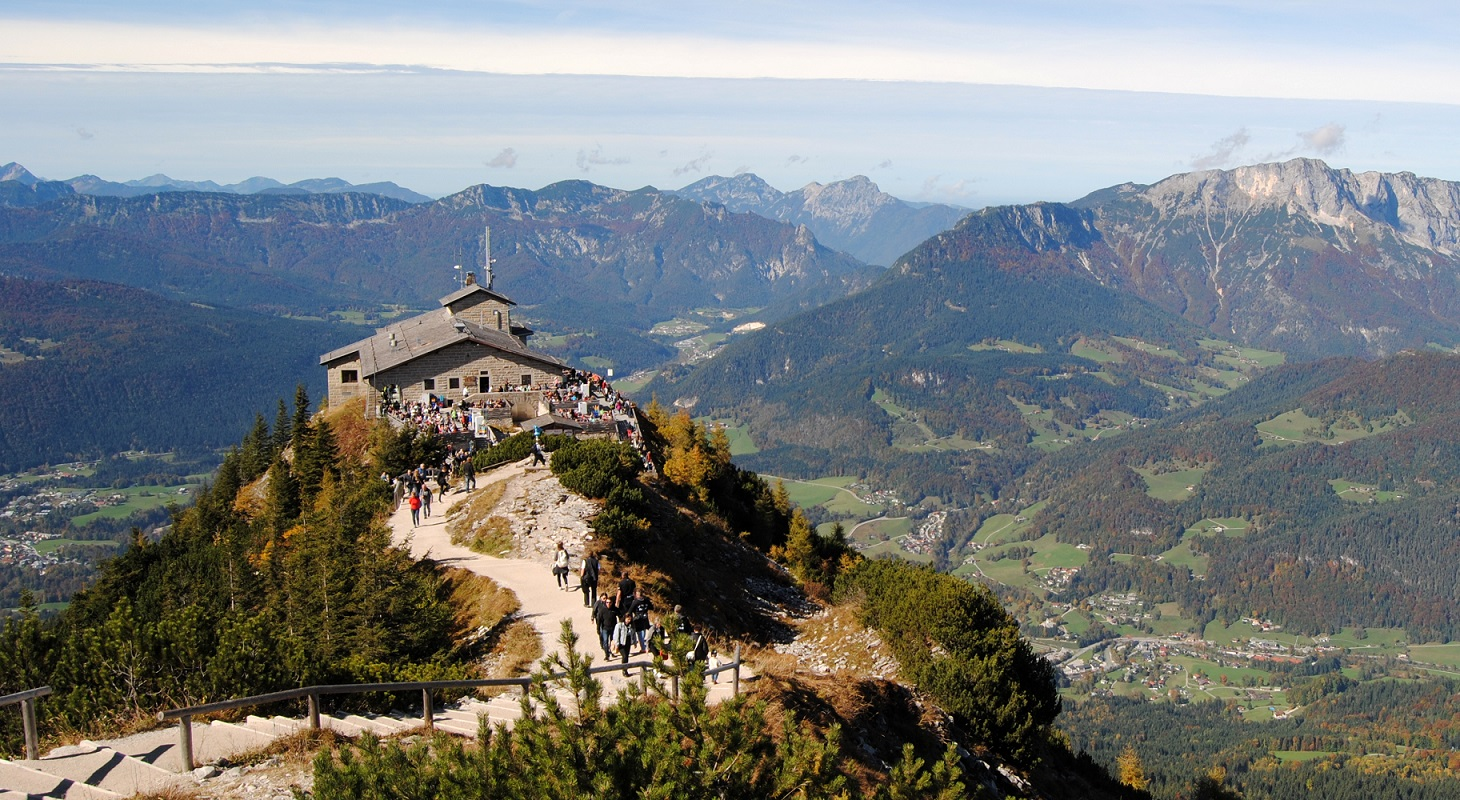
Kehlsteinhaus
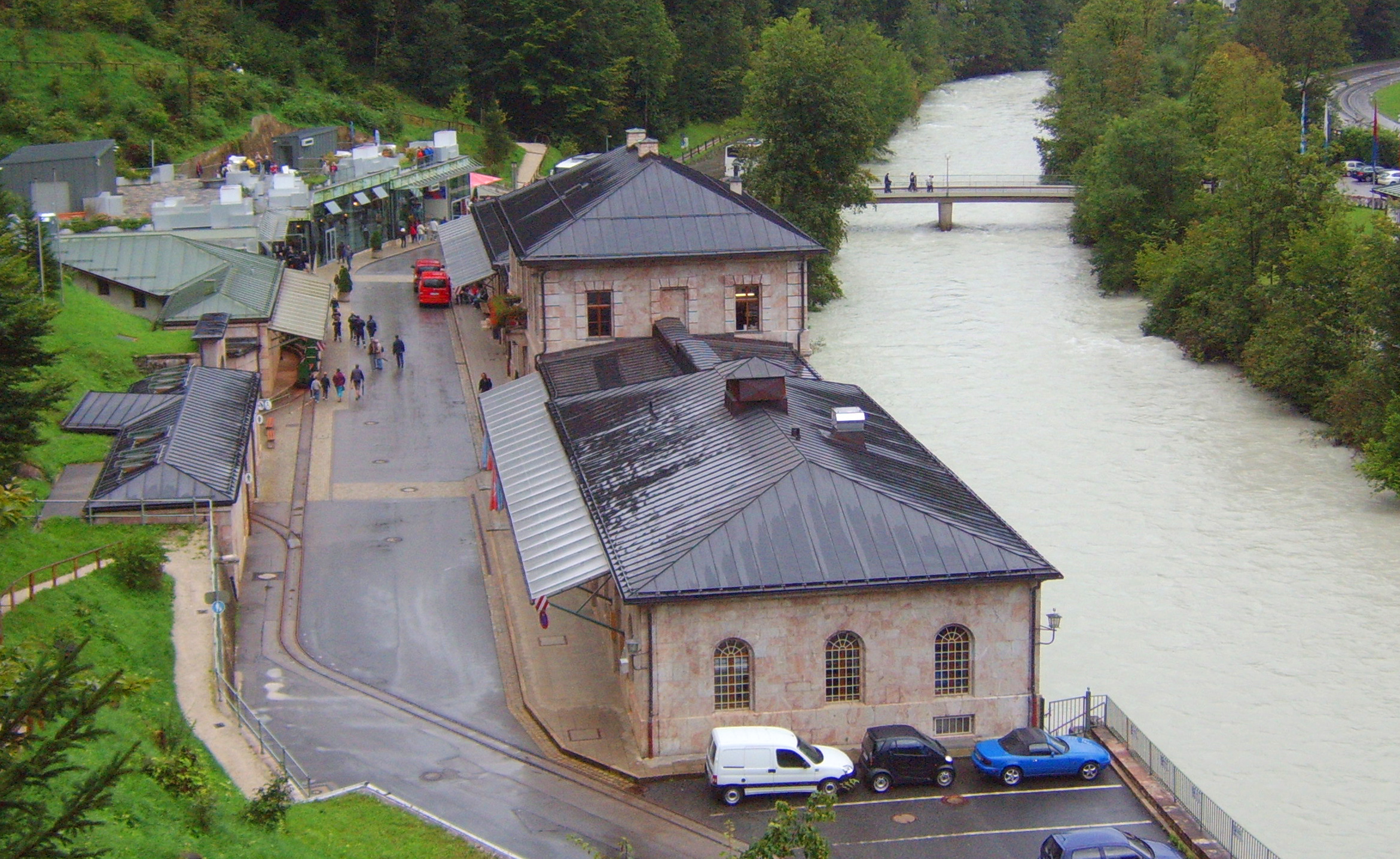
Salzbergwerk Berchtesgaden
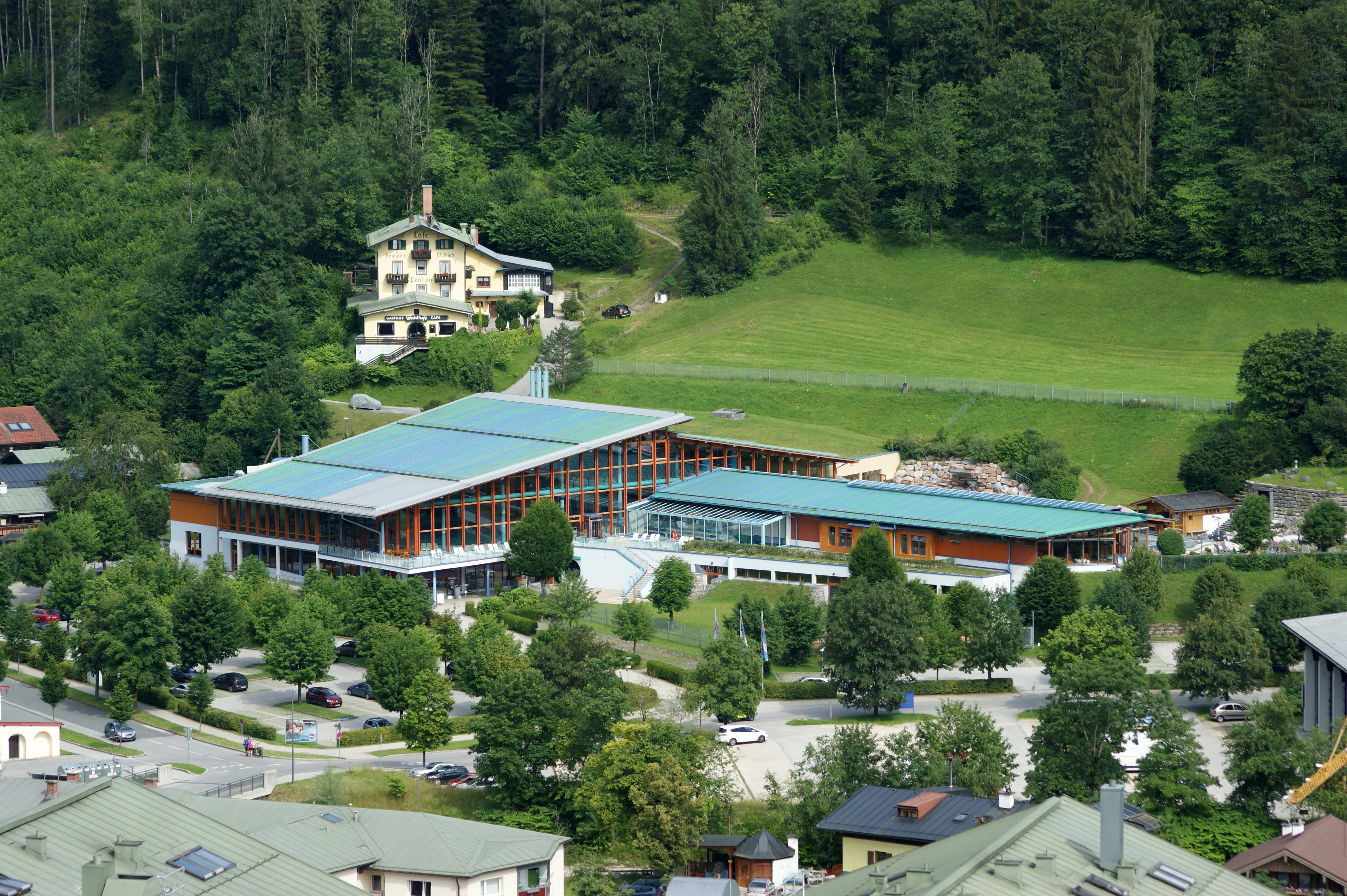
Watzmann Therme
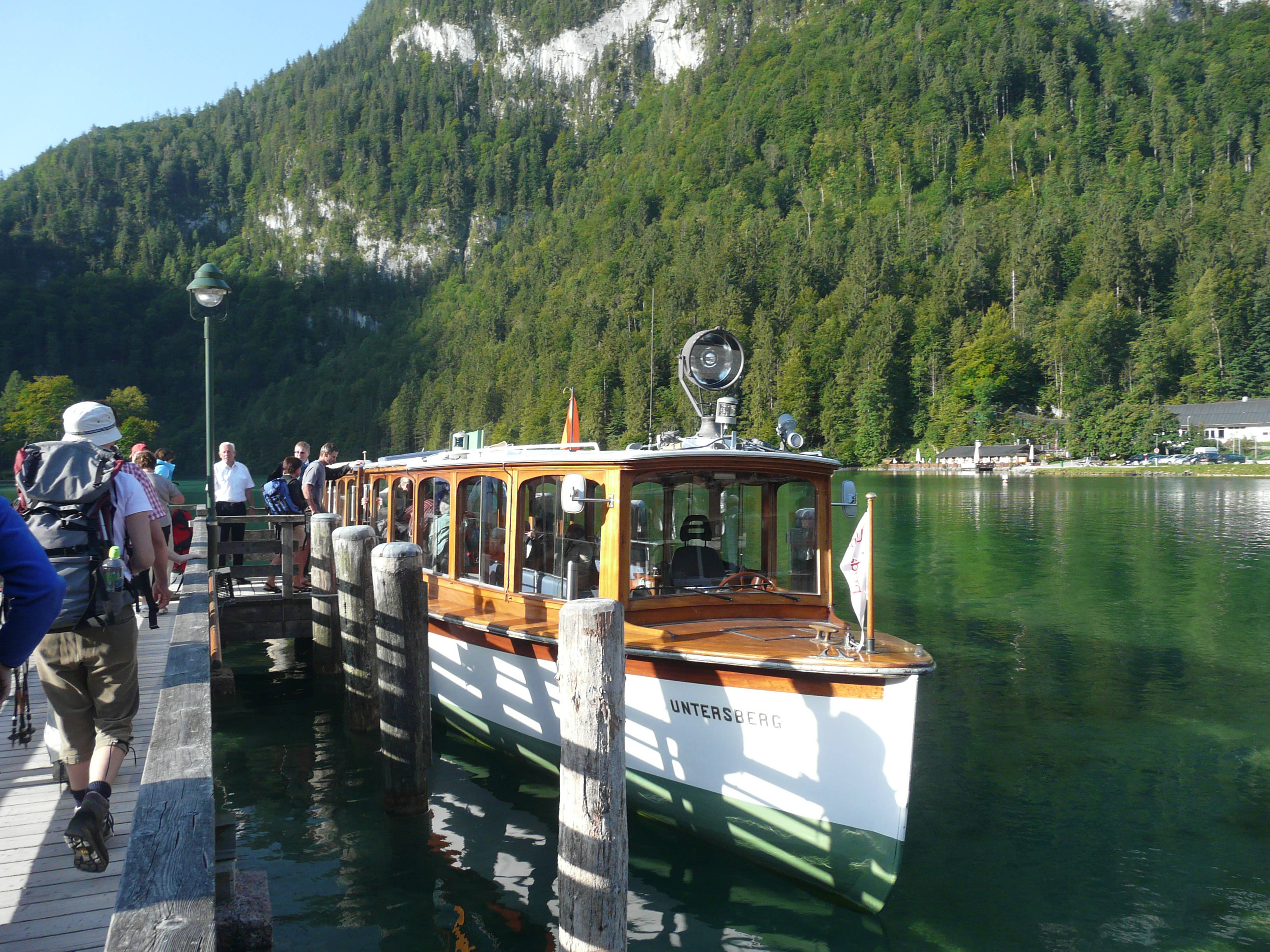
Bootssteg der Seelände des Königssees für Elektroboote (seit 1909)
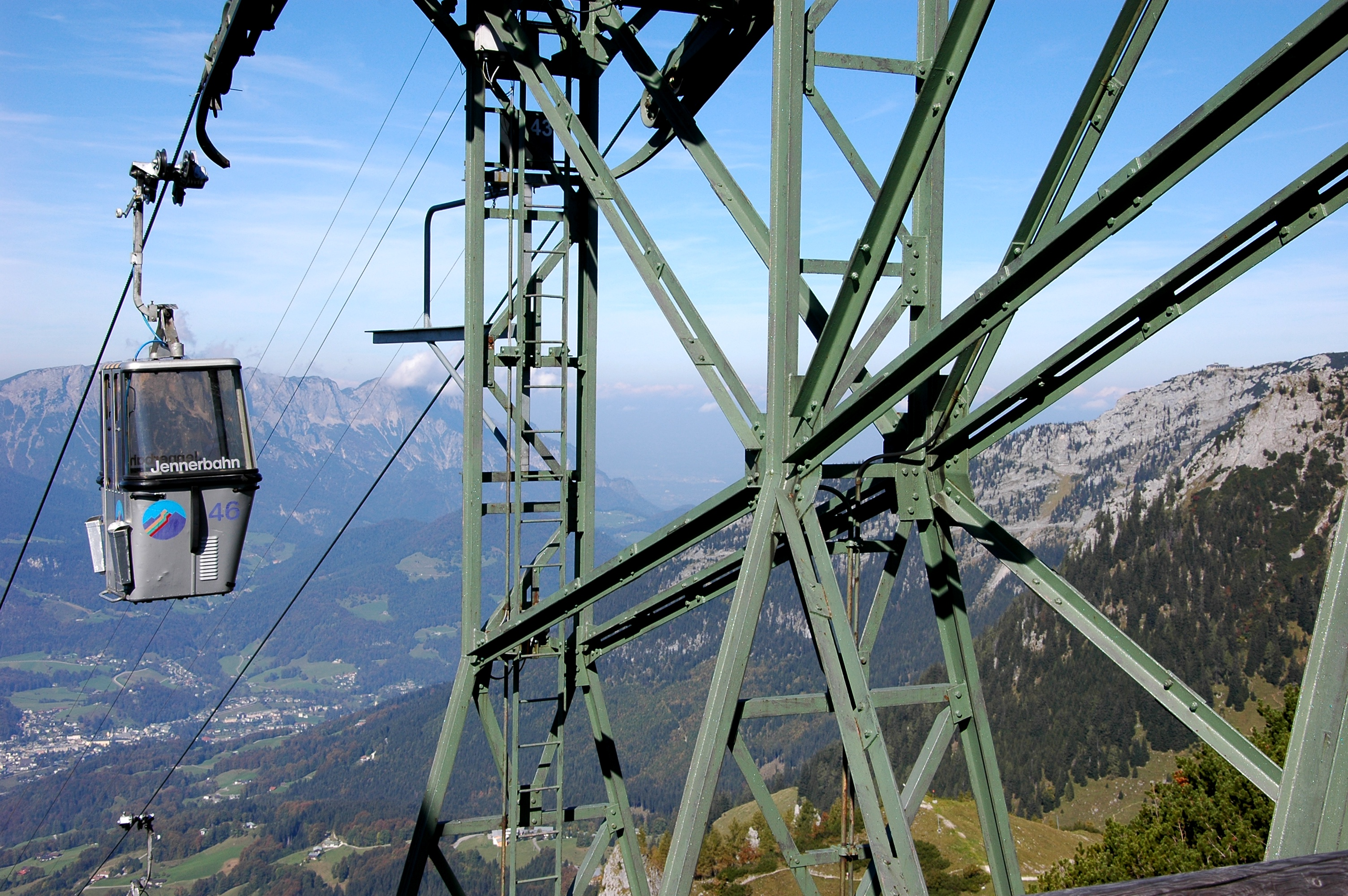
Gondel der Jennerbahn unmittelbar vor der Bergstation

Einige weitere Sehenswürdigkeiten im Berchtesgadener Land
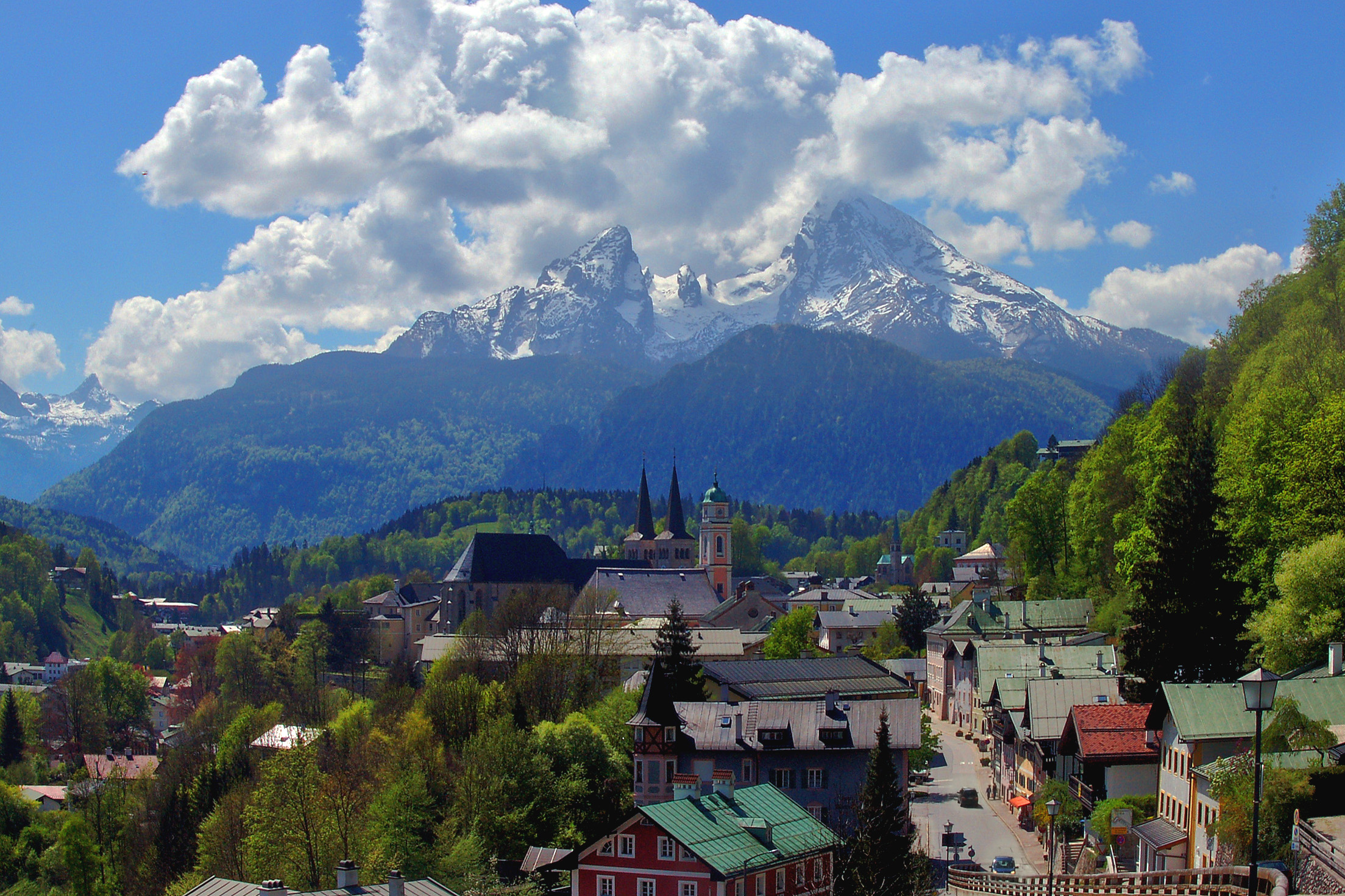
Der Watzmann mit Berchtesgaden im Vordergrund
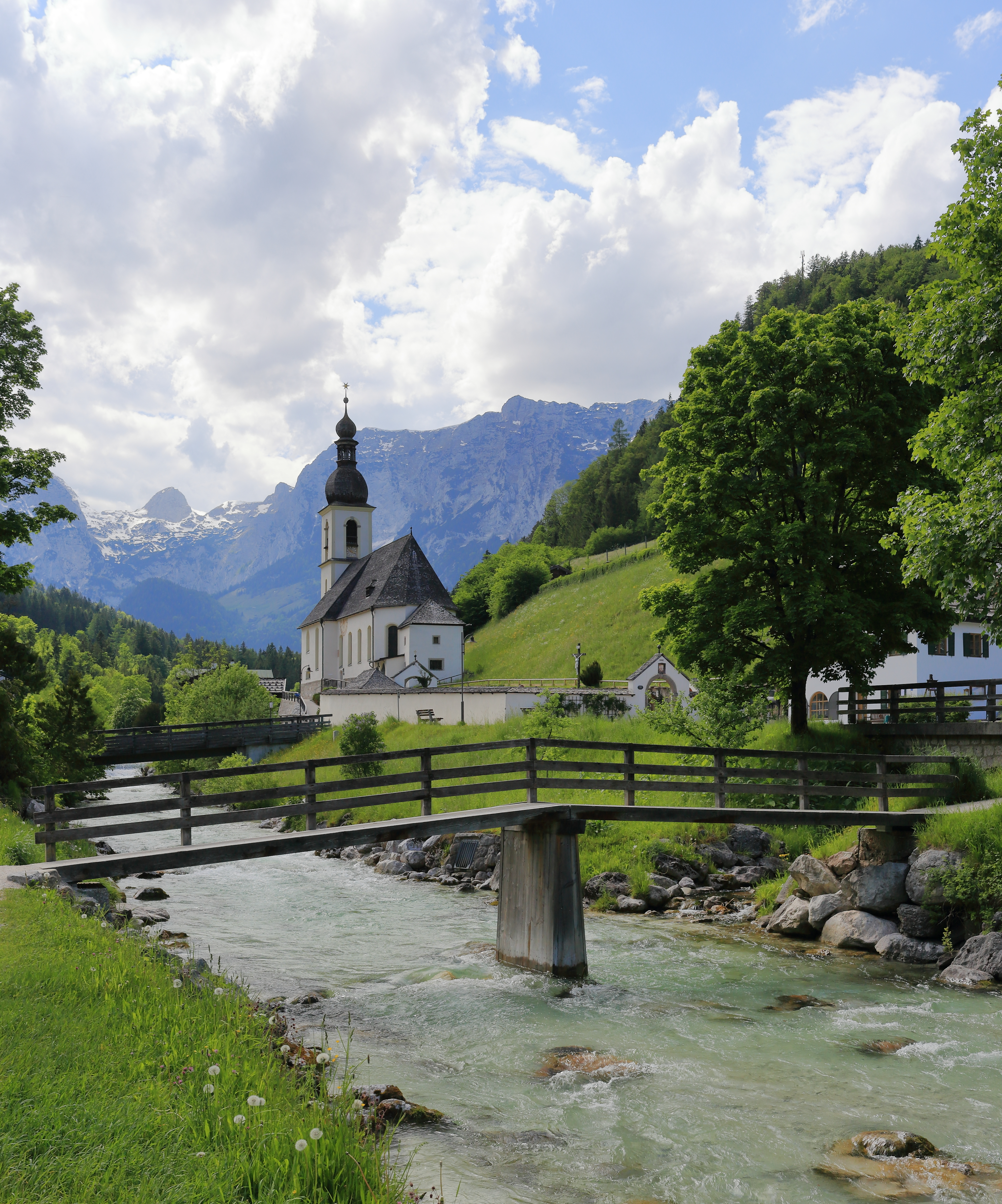
Kirche St. Sebastian in Ramsau bei Berchtesgaden
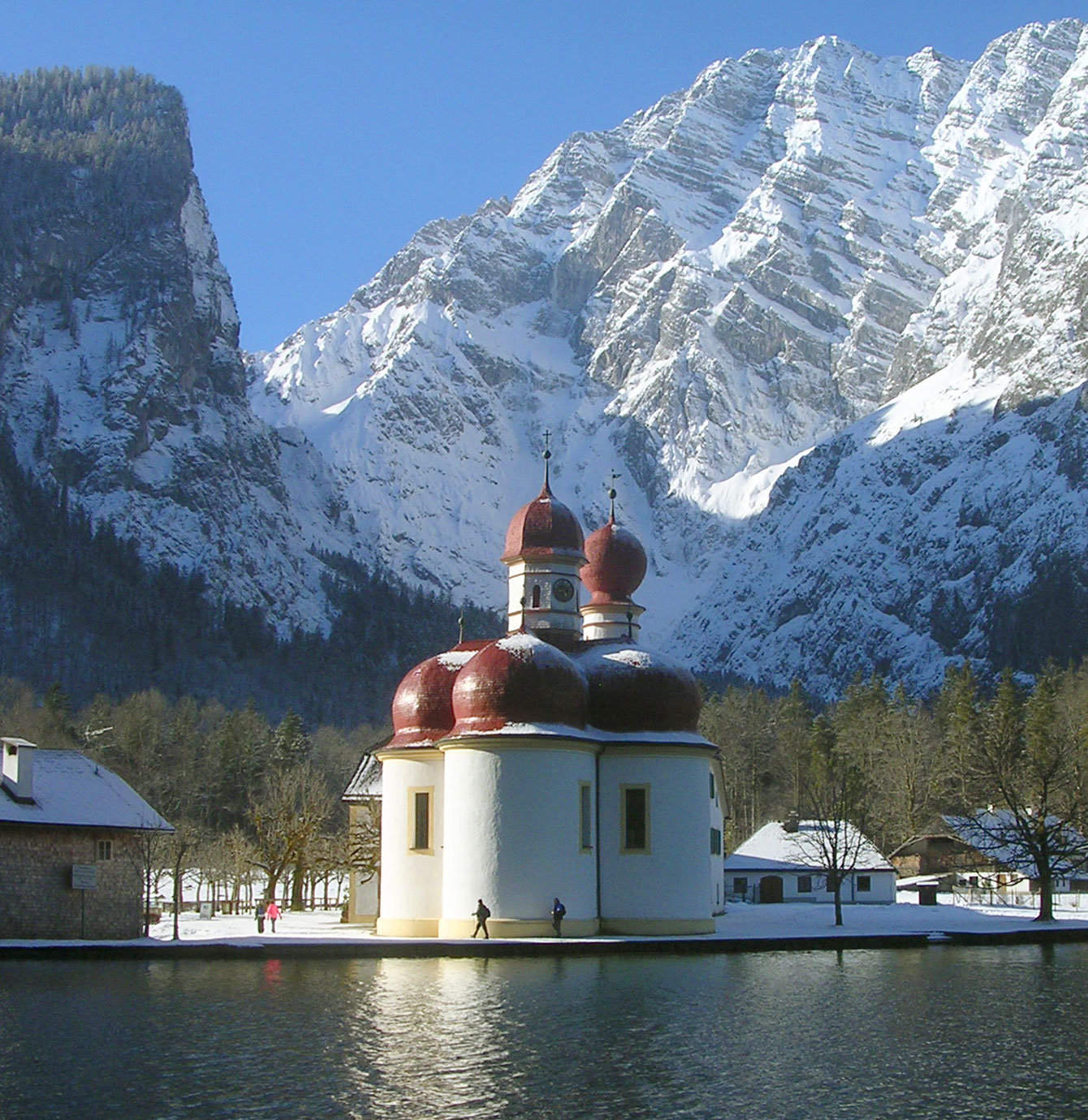
St. Bartholomä am Königssee

### Bad Reichenhall und Umland
Zum Umland der Großen Kreisstadt Bad Reichenhall zählt neben Bayerisch Gmain eigentlich auch noch Schneizlreuth, die alle drei bereits seit dem Frühmittelalter durchgehend dem bairischen Stammesherzogtum und dessen Rechtsnachfolgern angehörten – doch nach dem Zweiten Weltkrieg hat sich Schneizlreuth nicht mit Bad Reichenhall, sondern bis 2016 in eine touristische Werbegemeinschaft mit den Gemeinden des südlichen Rupertiwinkels begeben, um danach nur noch auf sich allein gestellt um Touristen für die Gemeinde zu werben. Das heißt, Schneizlreuth ist seither weder in einem der drei regionalen Tourismusvereine organisiert noch Gesellschafter der Marketinggesellschaft, die landkreisweit um Touristen wirbt.
Hauptanziehungspunkt dieser Landkreisregion, die laut Satzung seit 2012 vom Kur- und Verkehrsverein Bad Reichenhall / Bayerisch Gmain mit Sitz in Bad Reichenhall sowie von der BGLT-Marketinggesellschaft beworben wird, sind die 1834 nach einem Stadtbrand neu eingefassten Solequellen in Bad Reichenhall, die eine Entwicklung zum Heilbad begründeten und damit ein Werben um Kurgäste ermöglichte. So eröffnete 1846 in Reichenhall mit dem Axelmannstein das erste Kurhotel, das trotz zwischenzeitlich drohender Schließung 2008 noch immer Bestand hat. Unweit des Hötels können die Kurgäste noch heute die Gradierwerke der Saline zum Inhalieren nutzen. 1899 wurde Reichenhall offiziell der Zusatz Bad verliehen und damit zu einem bayerischen Staatsbad – das bis heute einzige Staatsbad in Oberbayern.
In der jüngeren Vergangenheit führte die Gesundheitsreform von 1996 u. a. mit ihrer Einschränkung von Kuren als Leistung der gesetzlichen Krankenkassen in Bad Reichenhall zu einem spürbaren Rückgang der Kurgastzahlen und damit auch zu großen Einnahmeverlusten für die Stadt. Der Oberbürgermeister und der Kurdirektor versuchten seinerzeit mit auf „Verjüngung“ angelegten Angeboten und öffentlichen Investitionen in Höhe von 50 Mio. DM eine neue Zielgruppe als Gäste der Stadt anzusprechen. Wiewohl der Oberbürgermeister bis zum Ende seiner Amtszeit 2006 die Erneuerung der städtischen Fußgängerzone vollzogen, eine neue Therme eröffnet und die Errichtung eines international beachteten Forschungszentrums für Höhendruckkammern im historischen Kurmittelhaus in Angriff genommen hatte, musste er sich jedoch die Kritik gefallen lassen, den „einst mondänen Kurort“ nach der Gesundheitsreform „zu langsam neu ausgerichtet zu haben“.
An Sehenswürdigkeiten und Ausflugszielen bieten die beiden Gemeinden u. a.:
- Bad Reichenhaller Philharmonie (gegründet 1868).
- Predigtstuhlbahn (eröffnet 1928 in Bad Reichenhall).
- Kirche St. Zeno ist größte Kirche der Stadt Bad Reichenhall und gilt heute als größte romanische Basilika Altbayerns.
- Alte Saline, in ihr wurde von 1844 bis 1929 aus Sole das „Reichenhaller Salz“ hergestellt.
- Rupertustherme, ein Solebad in Bad Reichenhall
- Weiteres u. a. siehe Abschnitt Kultur und Sehenswürdigkeiten im Artikel zu Bad Reichenhall

Sehenswürdigkeiten im Raum Bad Reichenhall
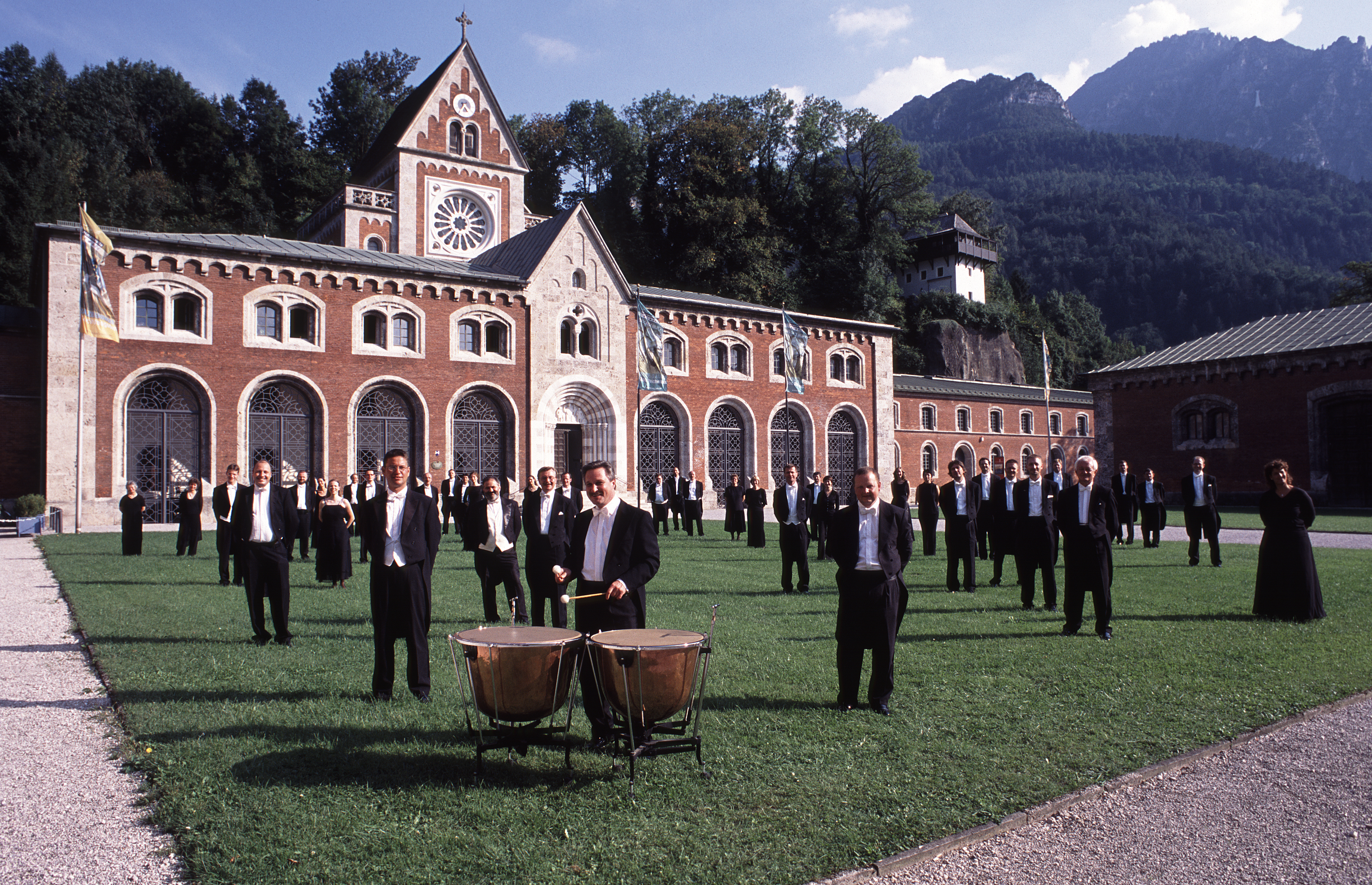
Bad Reichenhaller Philharmonie vor Alter Saline
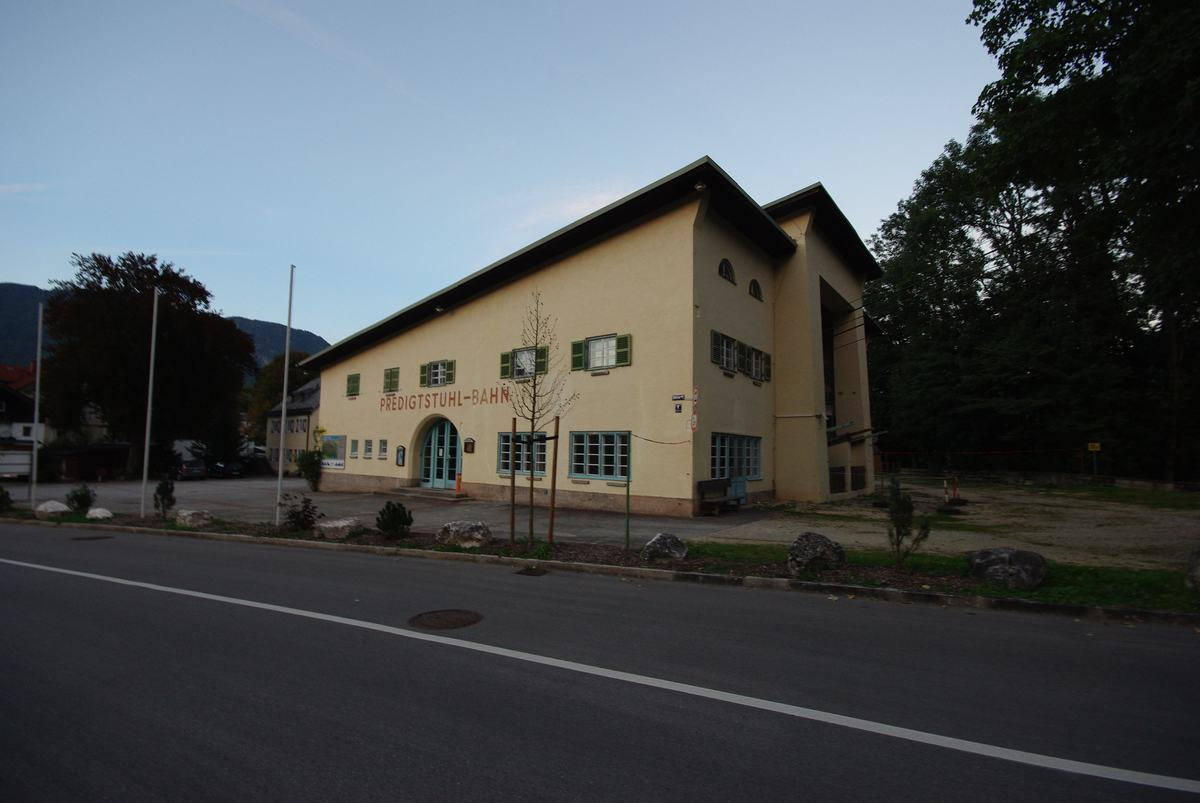
Talstation der Predigtstuhlbahn in Bad Reichenhall
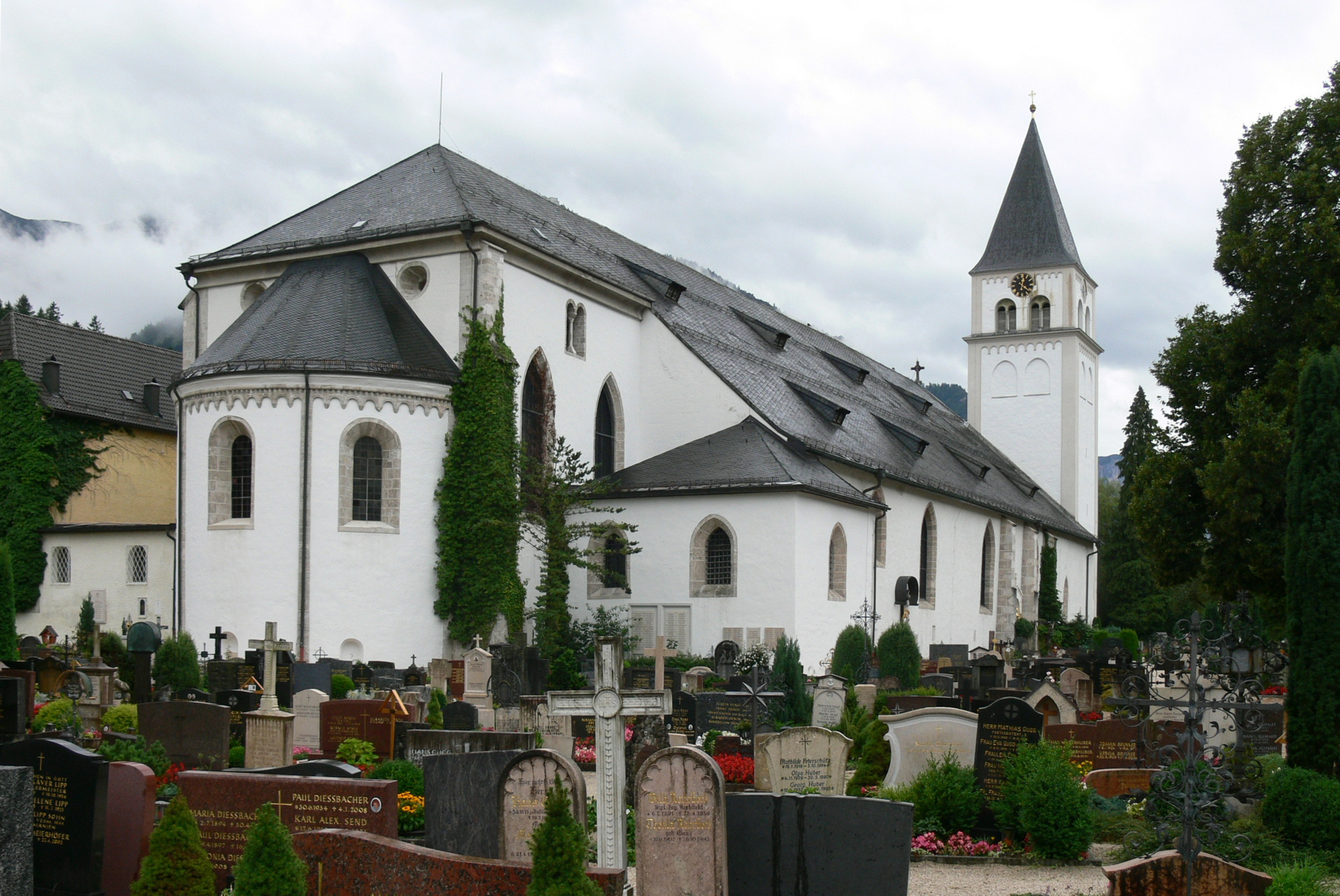
Kirche St. Zeno
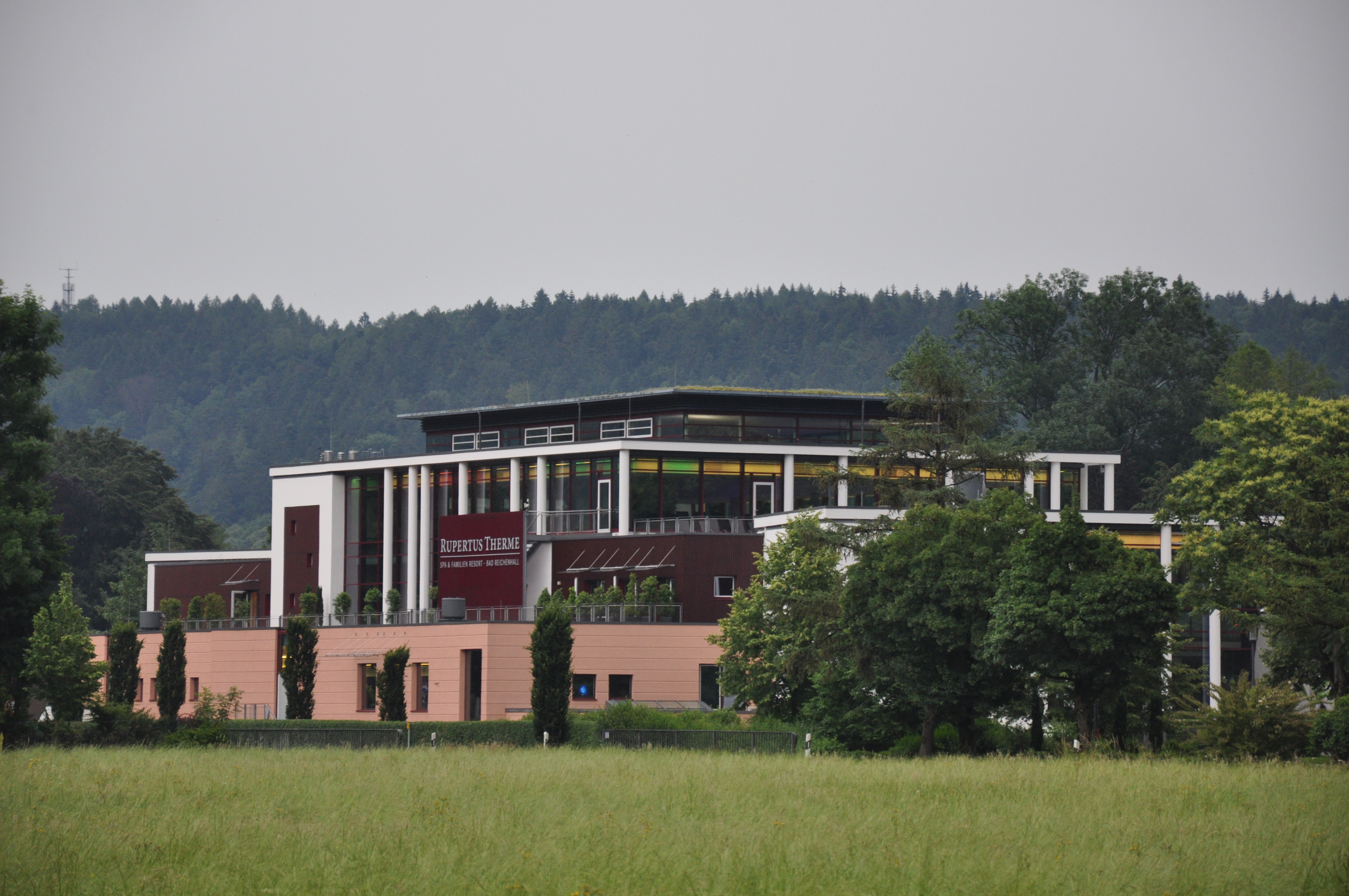
Rupertustherme

### Südlicher Rupertiwinkel
Die sieben Gemeinden im Südteil des Rupertiwinkels Ainring, Anger, Freilassing, Laufen, Piding, Saaldorf-Surheim und Teisendorf bilden zwar historisch eine Untereinheit des Rupertiwinkels, verstehen sich aber weit weniger im Vergleich zu den beiden anderen als eine eigenständig gemeinsam planende Region innerhalb des Landkreises. Und so wurden auch nur sechs der sieben Gemeinden (ohne Ainring) von der BGLT-Marketinggesellschaft des Landkreises beworben – und auch das noch nicht einmal mit einer eigenen Website, sondern als Unterseite zur Landkreisteilregion Berchtesgadener Land. Selbst der regionale Tourismusverband bzw. -verein Erlebnisregion Berchtesgadener Land – Rupertiwinkel – e.V. hat bislang keine eigene Website eingerichtet. (Siehe oben war jedoch das historisch eigentlich zum Umland von Bad Reichenhall zählende Schneizlreuth bis 2016 diesem Verein und nicht dem Kur- und Verkehrsverein Bad Reichenhall / Bayerisch Gmain verbunden.) Insgesamt ist für den ganzen Rupertiwinkel festzustellen, dass er innerhalb Bayerns nicht als eigenständige Tourismusregion gekennzeichnet wurde, sondern sich seine Gemeinden von Nord nach Süd auf die drei Tourismusregionen Inn-Salzach, Chiemsee-Chiemgau und eben die des Landkreises Berchtesgadener Land aufteilen.
Ainring und Piding sind als Luftkurorte, die übrigen Gemeinden des Landkreises als Erholungsorte anerkannt.
Ab wann und in welchen Verbänden oder Vereinen bereits vor der Bildung des Landkreises im südlichen Rupertiwinkel Fremdenverkehr bzw. Tourismus gefördert wurde, ist derzeit nicht bekannt bzw. belegbar. Neuerdings gibt es aber eine Zusammenarbeit von Laufen, Saaldorf-Surheim und Teisendorf mit sieben Gemeinden aus dem benachbarten Chiemgau, die unter der Marke Öko-Modellregion Waginger See – Rupertiwinkel beworben wird.
Nach dem Ende der Zusammenarbeit des Zweckverbands Bergerlebnis Berchtesgaden mit der BGLT-Marketinggesellschaft des Landkreises, setzt der Zweckverband seine werbende Zusammenarbeit mit einigen Gemeinden des Rupertiwinkels fort, insbesondere mit Anger und Piding wurden bereits 2021 entsprechende Beschlüsse für „Zweckvereinbarungen“ gefasst, die Gemeinde Teisendorf wird sich dem vermutlich ebenfalls bald anschließen.
Als „Ausflugsziele & Sehenswürdigkeiten“ werden u. a. aufgezählt:
- Das Haarmoos in Saaldorf-Surheim: Das größte Wiesenbrütergebiet Südostbayerns und die letzte große Streuwiesenlandschaft im Landkreis
- Stoißer Alm auf dem Teisenberg
- Hans-Peter Porsche TraumWerk
- Historische Altstadt Laufen
- Historische Marktstraße in Teisendorf
- Höglwörther See
- Kloster Höglwörth
- Schloss Staufeneck in Piding
- Lokwelt Freilassing

Sehenswürdigkeiten im südlichen Rupertiwinkel
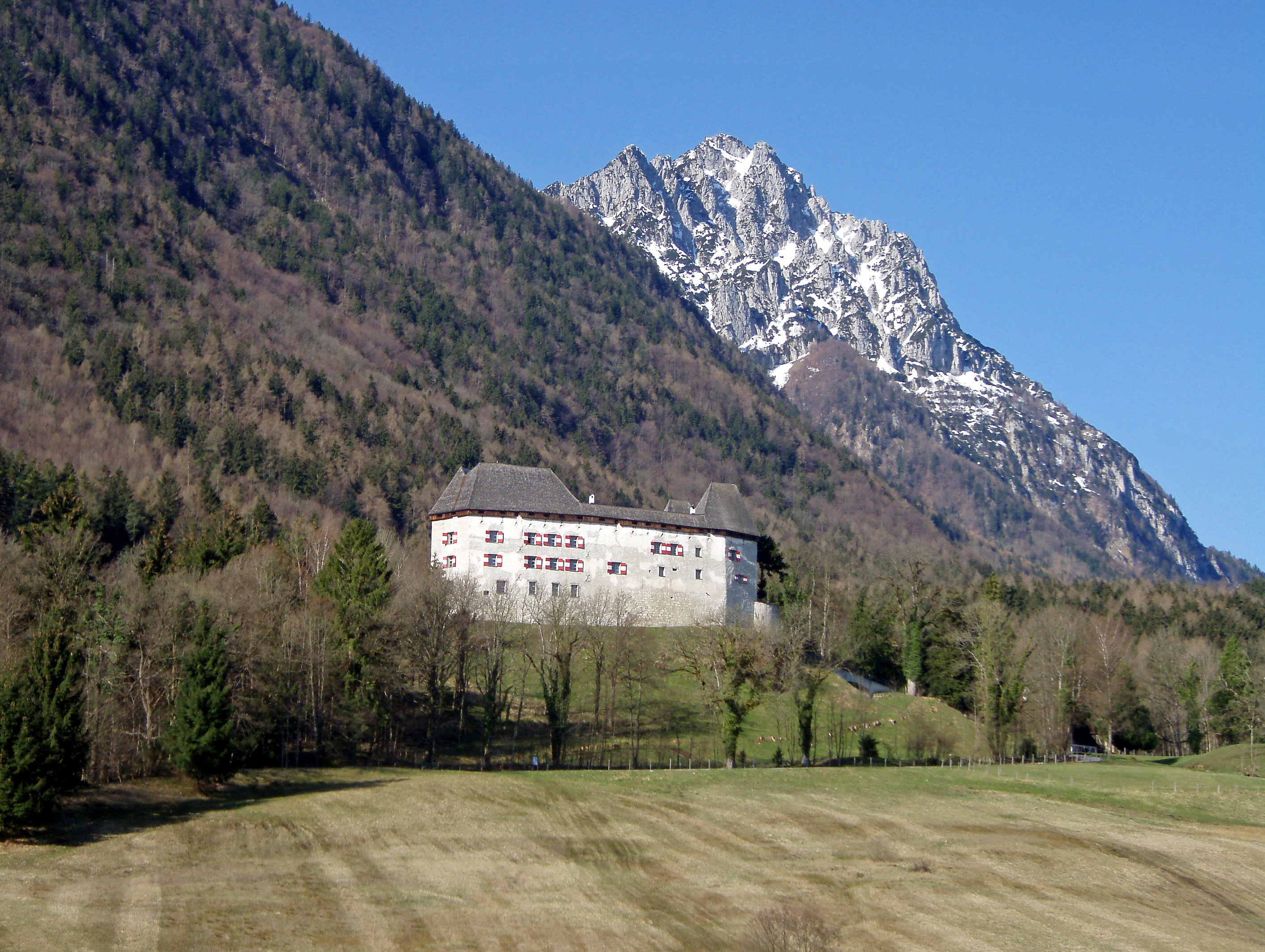
Schloss Staufeneck in Piding
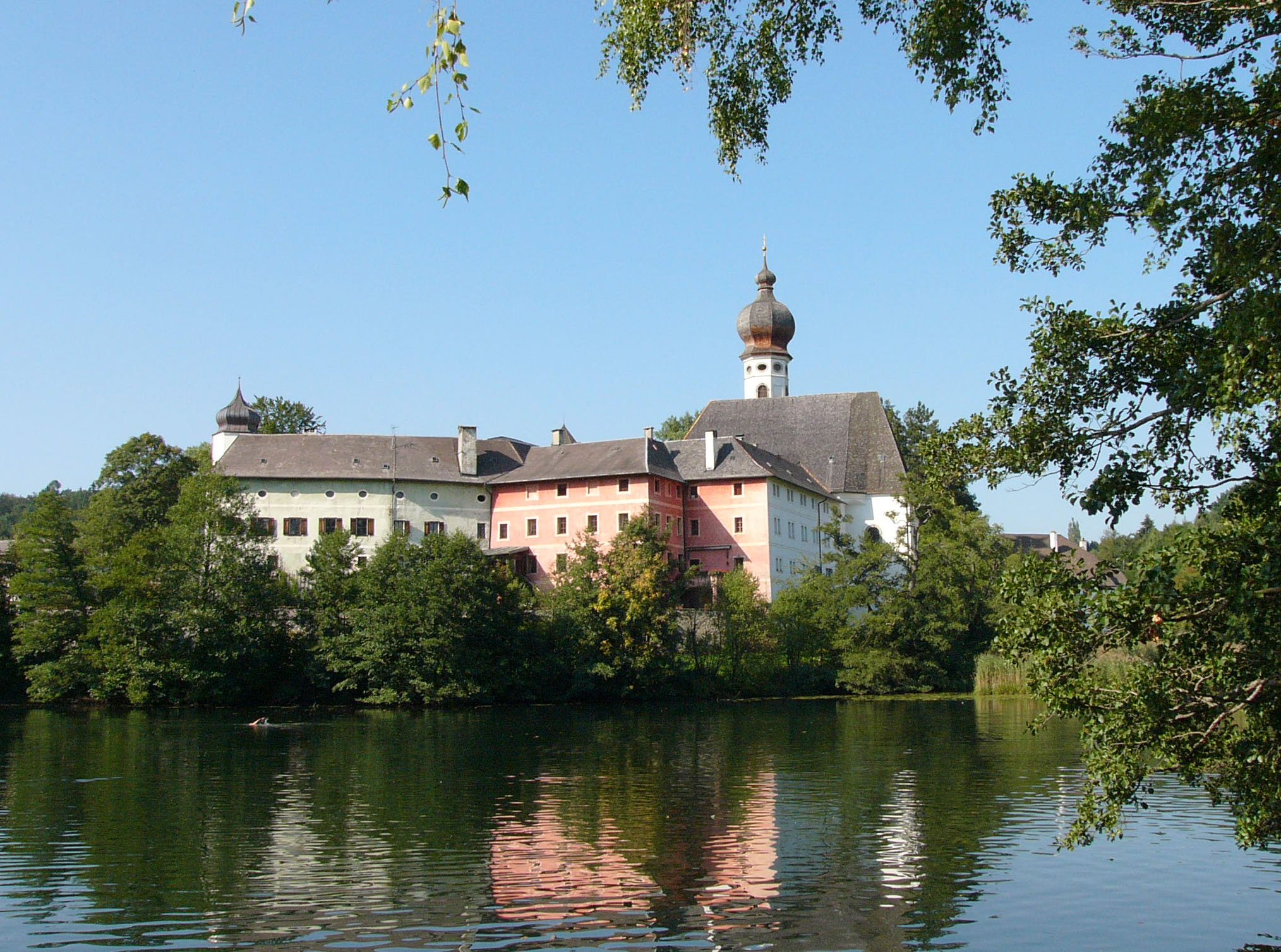
Kloster Höglwörth
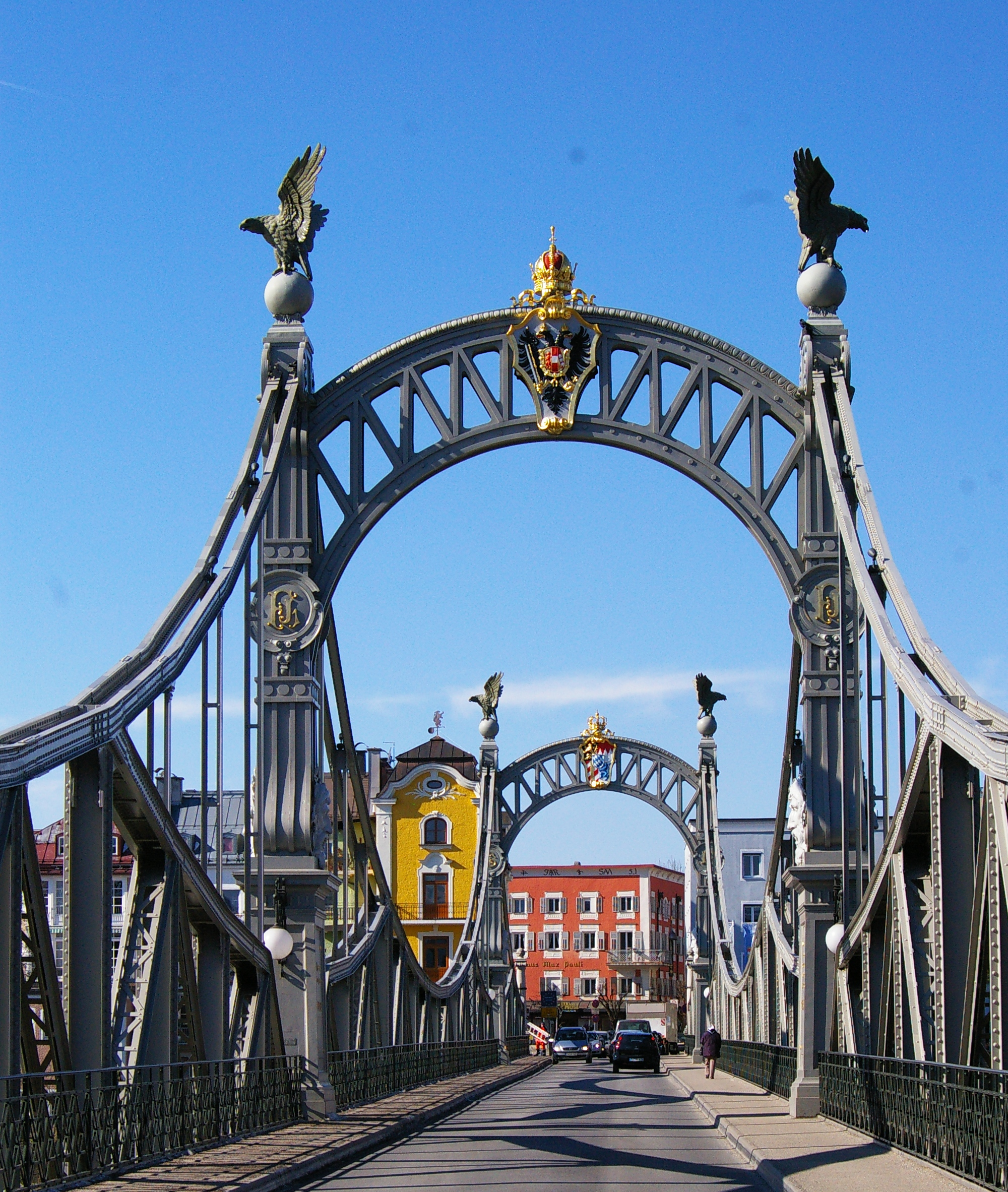
Salzachbrücke in Laufen
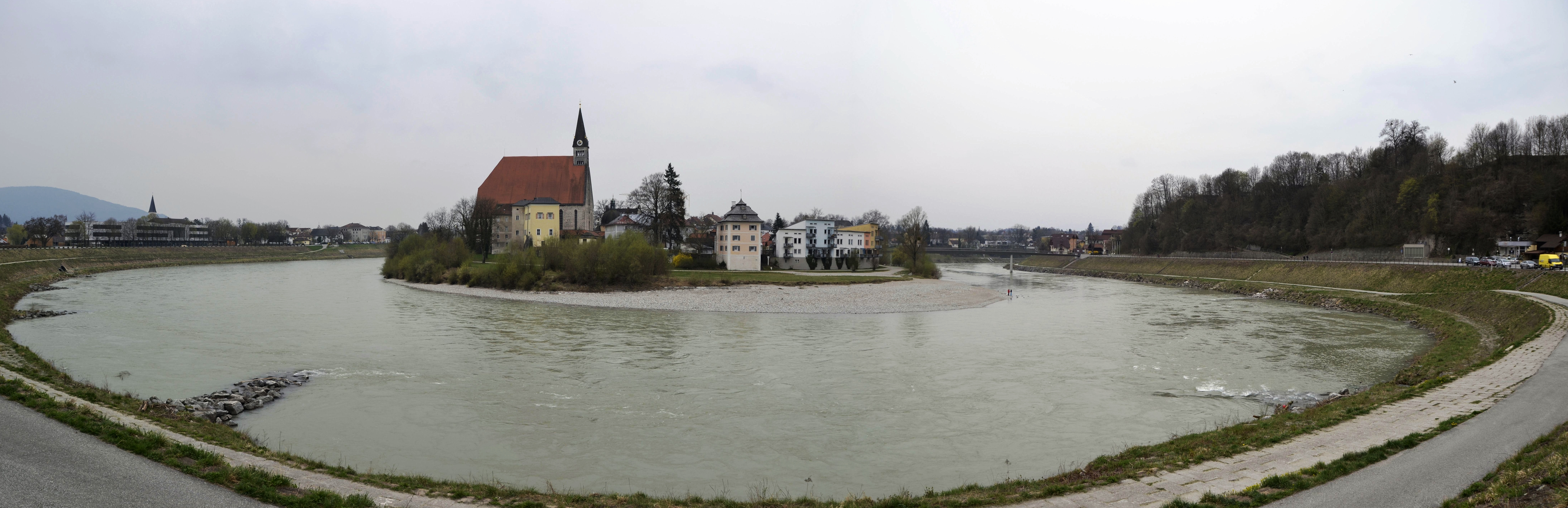
Blick auf die Halbinsel von Laufen

## Organisation
Die drei Landkreisregionen unterhielten bereits vor der Bildung des Landkreises 1972 jeweils eigene Tourismusvereine bzw. einen Zweckverband, die heute firmieren unter den Bezeichnungen:
- Zweckverband Bergerlebnis Berchtesgaden (bis 2005: Fremdenverkehrsverband Berchtesgadener Land, bis 2021 Zweckverband Tourismusregion Berchtesgaden-Königssee)
- Kur- und Verkehrsverein Bad Reichenhall / Bayerisch Gmain
- Erlebnisregion Berchtesgadener Land – Rupertiwinkel – e.V.

Diese drei Tourismusverbände sind noch immer, wie schon vor der Neubildung des Landkreises, u. a. für die Betreuung von Touristen bzw. Gästen vor Ort zuständig.
Erstmals mit der Außenwerbung des ganzen Landkreises als Tourismusregion beauftragt wurde die 2005 gegründete Marketinggesellschaft Berchtesgadener Land Tourismus GmbH (BGLT), in der u. a. die drei regionalen Tourismusverbände und die durch sie vertretenen Gemeinden Gesellschafter sind. Vorrangige Aufgabe der Marketinggesellschaft war es, u. a. mit eigner Webpräsenz, neue Gäste für die Region zu gewinnen. Ihr Sitz war Berchtesgaden. Seit Ende 2020/Anfang 2021 hat sich der ehemalige Zweckverband Tourismusregion Berchtesgaden-Königssee daraus verabschiedet und umbenannt in Zweckverband Bergerlebnis Berchtesgaden, um künftig ohne Konkurrenz innerhalb des Landkreises für sich Werbung machen zu können. In einer weiteren Satzungsänderung dieses Zweckverbandes ging es um die „Zweckvereinbarungen“ mit einigen Gemeinden im nördlichen Landkreisteil, mit denen der Zweckverband weiterhin zusammenarbeiten wird. Entsprechende Beschlüsse gefasst haben bereits Anger und Piding, die Gemeinde Teisendorf wird sich dem vermutlich ebenfalls bald anschließen.
Laut neuem Impressum der von der Marketinggesellschaft bislang für den ganzen Landkreis unterhaltenen Website berchtesgadener-land.com ist für diese Website derzeit (Stand: September 2021) die Bad Reichenhall Tourismus & Stadtmarketing GmbH (BRM) zuständig. Ob und, wenn ja, hinsichtlich welcher Aufgaben und für wen die Marketinggesellschaft darüber hinaus weiterhin aktiv bleibt, ist derzeit noch unklar.
Die Gemeinden Ainring (Rupertiwinkel) und Schneizlreuth (bei Bad Reichenhall, aber bis 2016 in Sachen Tourismuswerbung mit dem Rupertiwinkel verbunden) gehören schon seit Langem keinem der Zweckverbände (mehr) an und wurden somit auch nicht von der Marketinggesellschaft touristisch beworben. Davon unabhängig werden summarisch die Angaben aller Gemeinden u. a. zu Übernachtungszahlen vom Bayerischen Landesamt für Statistik in die Jahresstatistiken für den Landkreis integriert.